# Fast alle
Fast alle ist in der Mathematik meist eine Abkürzung für alle bis auf endlich viele, meist im Zusammenhang mit abzählbaren Grundmengen. 
Man sagt, eine Eigenschaft {\displaystyle {\mathcal {E}}} werde von fast allen Elementen einer unendlichen Menge erfüllt, wenn nur endlich viele Elemente {\displaystyle {\mathcal {E}}} nicht erfüllen. Teilmengen, die fast alle Elemente einer Menge enthalten, heißen auch koendlich oder kofinit, weil ihr Komplement endlich ist.
Es gibt aber auch abweichende Verwendungen des Begriffs, wie unten weiter ausgeführt wird.

## Spezialisierung auf Folgen
Die Eigenschaft {\displaystyle {\mathcal {E}}} trifft auf fast alle Glieder einer Folge zu, wenn höchstens endlich viele Folgenglieder Gegenbeispiele sind.
Dies lässt sich auch so charakterisieren: Es gibt ein Folgenglied, von dem an die Eigenschaft für alle nachfolgenden Glieder gilt.
Formal: {\displaystyle \exists N\in \mathbb {N} \colon \forall n>N\colon {\mathcal {E}}(a_{n})}.
Dies darf nicht verwechselt werden mit der Forderung
{\displaystyle \forall N\in \mathbb {N} \colon \exists n>N\colon {\mathcal {E}}(a_{n})}, die bedeutet, dass {\displaystyle {\mathcal {E}}} für unendlich viele Folgenglieder gilt. Dies ist eine echt schwächere Forderung, denn sie schließt nicht aus, dass {\displaystyle {\mathcal {E}}} für unendlich viele Folgenglieder auch nicht gilt.

## Beispiele und Gegenbeispiele
1. Es gibt unendlich viele durch 3 teilbare natürliche Zahlen, denn zu jeder vorgegebenen natürlichen Zahl {\displaystyle N} kann man eine größere finden, die durch 3 teilbar ist, denn eine der Zahlen {\displaystyle N+1,N+2} oder {\displaystyle N+3} muss diese Eigenschaft haben. Genauso gibt es aber unendlich viele nicht durch 3 teilbare Zahlen. Der Begriff fast alle greift hier nicht.
2. Fast alle der durch drei teilbaren positiven Zahlen sind größer als 15 Billionen, denn es gibt endlich viele (nämlich 5 Billionen) durch 3 teilbare Zahlen, die nicht größer als 15 Billionen sind; die unendlich vielen anderen durch drei teilbaren Zahlen sind aber größer als 15 Billionen.
3. Eine reelle Zahlenfolge {\displaystyle (a_{n}\mid n\in \mathbb {N} )}: 
  - hat einen Häufungspunkt {\displaystyle b}, wenn für jedes {\displaystyle \varepsilon >0} unendlich viele Folgenglieder im offenen Intervall {\displaystyle ]b-\varepsilon ,b+\varepsilon [} liegen. Es können aber auch unendlich viele Folgenglieder außerhalb des Intervalls liegen und es kann sogar weitere Häufungspunkte geben.
  - hat den Grenzwert {\displaystyle b}, wenn für jedes {\displaystyle \varepsilon >0} fast alle Folgenglieder im offenen Intervall {\displaystyle ]b-\varepsilon ,b+\varepsilon [} liegen – also nur endlich viele außerhalb.
4. Es gibt erheblich mehr reelle Zahlen als ganze Zahlen. Dennoch kann man nicht sagen, dass fast alle reellen Zahlen nicht ganz sind, da es ja unendlich viele ganze reelle Zahlen gibt (wenn auch nur abzählbar viele).
5. Ist {\displaystyle I} eine beliebige Indexmenge und hat man zu jedem Index {\displaystyle i\in I} eine (z. B. reelle) Zahl {\displaystyle a_{i}}, so kann man ohne Rückgriff auf einen Konvergenzbegriff die Summe aller {\displaystyle a_{i}} nur sinnvoll definieren, wenn fast alle {\displaystyle a_{i}=0} sind, nämlich als Summe der endlich vielen von 0 verschiedenen Zahlen.

## Verallgemeinerung
Sei {\displaystyle F} ein Mengenfilter auf einer Menge {\displaystyle X}. Eine Eigenschaft {\displaystyle {\mathcal {E}}} gilt {\displaystyle F}-fast überall auf {\displaystyle X} (oder für {\displaystyle F}-fast alle {\displaystyle x} in {\displaystyle X}), wenn die Menge jener {\displaystyle x} in {\displaystyle X}, die die Eigenschaft {\displaystyle {\mathcal {E}}} erfüllen, im Filter {\displaystyle F} liegt.
Der oben erklärte Begriff fast alle ist genau der Begriff {\displaystyle F}-fast alle für den Spezialfall des aus allen kofiniten Teilmengen von {\displaystyle X} bestehenden Fréchet-Filters.
In der Maßtheorie wird oft ein anderer Spezialfall betrachtet; wenn man den Filter {\displaystyle F} jener Mengen zugrunde legt, deren Komplement Maß 0 hat, so bedeutet {\displaystyle F}-fast alle dasselbe wie fast überall und ist nützlich, weil fast überall nicht auf Elemente von Mengen bezogen werden kann.

## Zahlentheorie
In der Zahlentheorie spricht man auch davon, dass fast alle natürlichen Zahlen in einer Menge {\displaystyle A} sind, falls  {\displaystyle \lim _{n\to \infty }{\frac {A(n)}{n}}=1}, wobei {\displaystyle A(n)} die Anzahl der Elemente {\displaystyle x} in {\displaystyle A} mit {\displaystyle x<n} ist. Das lässt sich auch mit den Landau-Symbolen ausdrücken: {\displaystyle {\bar {A}}(n)\in o(n)}, mit {\displaystyle {\bar {A}}(n)=n-A(n)}. Außer den natürlichen Zahlen können auch andere unendliche Mengen als Basis gewählt werden. Beispielsweise sind fast alle natürlichen Zahlen zusammengesetzt und fast alle Primzahlen isoliert.